# Wybory parlamentarne w Botswanie w 1994 roku
Wybory parlamentarne w Botswanie w 1994 roku – odbyły się w Botswanie 15 października 1994 roku, równolegle z wyborami samorządowymi. Rezultatem było zwycięstwo Demokratycznej Partii Botswany (BDP), która wygrywała wszystkie wybory od 1965 roku. Jednak w wyborach dobry wynik uzyskał także Narodowy Front Botswany (BNF), który potroił liczbę parlamentarzystów i zdobył wszystkie cztery mandaty w stolicy kraju, Gaborone.

## Tło i sytuacja przed wyborami
Po spisie powszechnym z 1991 roku ponownie wyznaczono granice okręgów wyborczych i utworzono ich sześć nowych. Pięć z nich znajdowało się na obszarach miejskich, co uznano za lepiej oddający rozmieszczenie ludności podział okręgów wyborczych. Gaborone zyskało trzy, Francistown jeden, a Lobatse otrzymało swój pierwszy.

## Kampania wyborcza
W wyborach wzięła udział rekordowa liczba dziewięciu partii, z ramienia, których startowało łącznie 108 kandydatów. BNF rozważała bojkot wyborów po tym, jak rząd odmówił reformy ordynacji wyborczej lub obniżenia wieku uprawniającego do głosowania względem obowiązujących 21 lat, ostatecznie jednak wzięła w nich udział.
BDP prowadziła kampanię odwołując się do swoich osiągnięć w zakresie stabilności gospodarczej i politycznej, podczas gdy kampania BNF skupiała się na wysokich kosztach życia, a także bezrobociu.

## Wyniki
| Partia polityczna            | Partia polityczna                   | Liczba głosów | %      | Liczba mandatów | +/– |
| ---------------------------- | ----------------------------------- | ------------- | ------ | --------------- | --- |
|                              | Demokratyczna Partia Botswany (BDP) | 154,687       | 54.72  | 27              | –4  |
|                              | Narodowy Front Botswany (BNF)       | 104,435       | 36,94  | 13              | +10 |
|                              | Ludowa Partia Botswany              | 11,586        | 4,10   | 0               | 0   |
|                              | Independence Freedom Party          | 7,658         | 2,71   | 0               | –   |
|                              | Botswana Progressive Union          | 3,016         | 1,07   | 0               | 0   |
|                              | United Democratic Front             | 783           | 0,28   | 0               | –   |
|                              | United Socialist Party              | 265           | 0,09   | 0               | –   |
|                              | Lesedi la Botswana                  | 235           | 0,08   | 0               | –   |
|                              | Botswana Liberal Party              | 23            | 0,01   | 0               | 0   |
| Deputowani wybrani pośrednio | Deputowani wybrani pośrednio        |               |        | 4               | 0   |
| Łącznie                      | Łącznie                             | 282,688       | 100,00 | 44              | +6  |

Czterech członków wybieranych pośrednio, zostało wyłonionych 26 października przez członków Zgromadzenia Narodowego na podstawie listy ośmiu kandydatów sporządzonej przez prezydenta Quetta Masire.

## Następstwa
Po wyborach, Zgromadzenie Narodowe zebrało się 17 października, aby wybrać prezydenta kraju. Kandydatami byli: urzędujący prezydent Masire (BDP), Kenneth Koma (BNF) i Knight Maripe (BPP). Masire został ponownie wybrany i zainaugurowany 19 października. Skład nowego rządu został ogłoszony 25 października.